# Route nationale 602
Pour les articles homonymes, voir Route 602.
La route nationale 602 ou RN 602 était une route nationale française reliant La Primaube à Lodève. À la suite de la réforme de 1972, elle a été déclassée en RD 902.

## Ancien tracé de la Primaube à Lodève (D 902)
- La Primaube
- Cassagnes-Bégonhès
- La Selve
- Réquista
- Lincou, commune de Réquista
- Brousse-le-Château
- Camarès
- Fayet
- Col Notre-Dame
- Ceilhes-et-Rocozels
- Roqueredonde
- Col du Perthus
- Lodève